# Fundacja SCP
Fundacja SCP (ang. SCP Foundation) – witryna pisarska w serwisie WikiDot poświęcona twórczemu pisaniu o działalności tytułowej Fundacji i organizacji odpowiedzialnej za zabezpieczanie istot, miejsc i szeroko pojętych obiektów anomalnych oraz za zatajanie istnienia takowych. Fundacja SCP jest źródłem wielu adaptacji, m.in. gry komputerowej SCP: Containment Breach oraz gry wieloosobowej SCP: Secret Laboratory, a także innych fanowskich gier, filmów i produkcji. Warto dodać, że rozwinięcie skrótu SCP to Secure Contain Protect. Obecnie na stronie pisarskiej znajduje się ponad 10 000 obiektów. Witryna wyróżnia 3 podstawowe klasy obiektów: Safe, Euclid, Keter oraz inne klasy Apollyon, Archon itp. a poza tym klasy ezoteryczne. Najważniejszym personelem jest rada O5. Obiekt SCP może być stworzeniem, rzeczą, miejscem lub wydarzeniem.
Każdy raport składa się z:
- Identyfikatora np. SCP-500
- Klasy obiektu np. Keter
- Czynności przechowawczych
- Opisu i dodatków np. Logi, historie pozyskania, terminacja

## Przegląd
Z perspektywy jej uniwersum Fundacja to tajemna organizacja, której rządy światowe powierzyły zadanie zabezpieczania i badania istot, miejsc oraz obiektów anomalnych, które łamią zasady prawa naturalnego. (Obiekty te nazywa się także „SCP”, jako że do każdego można się odnieść poprzez jego identyfikator numeryczny). Niektóre z takich obiektów, jeśli pozostawione samym sobie, mogą zagrażać ludzkości bądź jej pojęciu normalności.
Istnienie obiektów anomalnych jest utajnione przez Fundację celem zapobiegania wybuchowi masowej paniki i umożliwiania cywilizacji ludzkiej normalnego funkcjonowania. Po odkryciu obiektu SCP Fundacja rozdysponowuje agentów, którzy albo pozyskują obiekt i przetransportowują go do jednej z placówek organizacji, albo zabezpieczają go na miejscu, jeśli jego przeniesienie jest niemożliwe. Po zabezpieczeniu obiektu naukowcy Fundacji SCP poddają go badaniom. Więźniowie, których pozyskuje Fundacja (nazywani klasą D) są wykorzystywani do wchodzenia w interakcje z obiektami SCP, gdyż te mogą stwarzać zagrożenie, a klasa D traktowana jest jako zbywalna siła robocza.
Fundacja SCP prowadzi dokumentację specjalnych czynności zabezpieczających dla wszystkich obiektów, które przechowuje. Dokumenty te opisują same obiekty oraz instrukcje zapewniające bezpieczeństwo ich przechowywania. W roku 2024 na stronie Fundacji widnieją raporty opisujące ponad 7000 anomalii, a kolejne są ciągle tworzone.
W uniwersum SCP istnieją także inne organizacje i osobistości zajmujące się anomaliami, desygnowanych przez Fundację jako kolejno „GoI” (ang. Group of Interest) i PoI (ang, Person of Interest) np. Rebelia Chaosu (ang. Chaos Insurgency) – organizacja militarna powstała z byłych członków Fundacji, używająca anomalii do celów militarnych; Globalna Koalicja Okultystyczna (ang. Global Occult Coalition) – Organizacja podobnie jak Fundacja badająca obiekty anomalne, jednak bardziej skupiająca się na ich destrukcji; Kościół Zepsutego Boga (ang. Church of Broken God) – grupa religijna czcząca mechanizację i wierząca że życie i mięso są złe i „zepsute” i dążąca do odnalezienia kawałków i naprawienia bóstwa „Mekhane”, które zostało zniszczone na początku świata;.

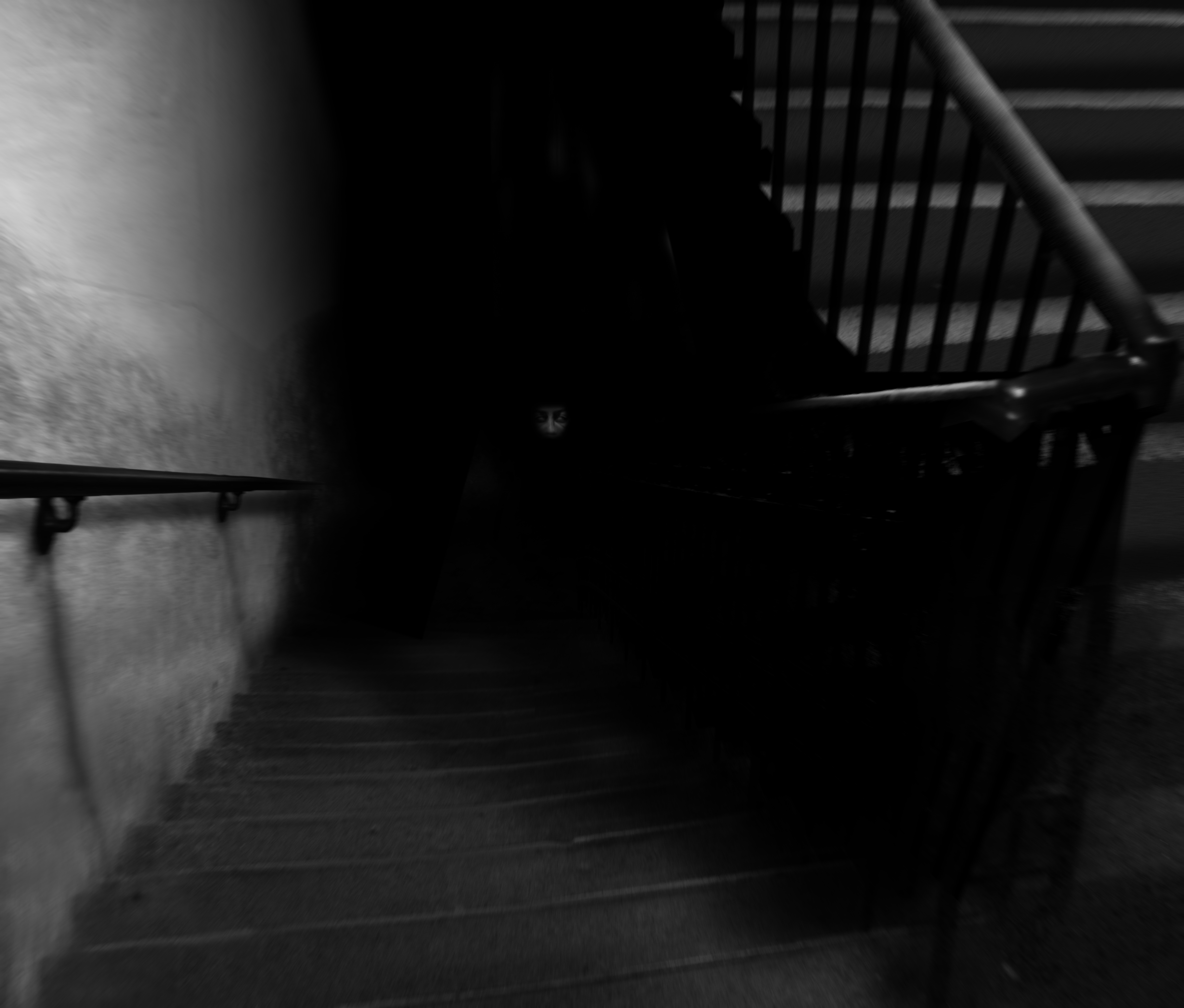
SCP-087 z SCP-087-1 z tyłu

### Przykłady zabezpieczonych obiektów
- SCP-049: humanoidalna istota, przypominająca średniowiecznego Lekarza Plagi. Jego maska przypominająca głowę ptaka, jak i strój są wrośnięte w jego ciało. Jest on w stanie zabić ofiary dotykiem. Potrafi komunikować się w języku angielskim, francuskim, oraz nieznanym ludzkości języku, w którym zapisane są jego notatki. Twierdzi, że jego misją jest zwalczanie nieokreślonej „Plagi”, która zagraża rodzajowi ludzkiemu[8].

- SCP-055: To objęta kwarantanną placówka 19 przez GOC (globalna koalicja ogólnookultystyczna). Personel klasy D został zakażony SCP - 6000 ps - zamienił się w bibliotekarzy[9]
- SCP-087: klatka schodowa, która najwyraźniej wiedzie nieskończenie głęboko[10]. Klatkę schodową zamieszkuje SCP-087-1, stworzenie opisywane jako twarz pozbawiona ust, źrenic oraz nozdrzy[11][12].
- SCP-173: statua zbudowana z betonu i prętów zbrojeniowych pomalowana farbą w spreju marki Krylon. Obiekt pozostaje nieruchomy, kiedy jest bezpośrednio obserwowany, jednakże w wypadku przerwania kontaktu wzrokowego może atakować z zabójczą prędkością poprzez skręcenia ofierze karku u podstawy czaszki[13].
- SCP-294: automat do kawy, który jest w stanie podać dowolny obiekt dostępny w stanie ciekłym, który znajduje się w zasięgu automatu[14].

- SCP-1609: mulcz, który teleportuje się do płuc każdego, kto zbliży się do obiektu w sposób agresywny lub mającego na sobie kombinezon przypominający modele noszone przez Globalną Koalicję Okultystyczną. Dawniej obiekt stanowił łagodne krzesło, które teleportowało osoby na nim siadające, a agresywna zmiana charakteru zaszła po tym, jak członkowie Globalnej Koalicji Okultystycznej włożyli obiekt do rębaka[15][16].
- SCP-2662: humanoidalna istota, mierząca około 4 metry i ważąca około 200 kilogramów, posiadająca około 20 hydrostatów mięśniowych, przypominające odnóża głowonogów. SCP-2662 przypomina Przedwiecznego Cthulhu z mitologii stworzonej przez H.P. Lovecrafta. SCP-2662 nieustannie przyciąga do siebie różnorakie kulty, chcące mu służyć, jednakże sam obiekt nie jest zainteresowany objęciem pozycji bóstwa mającego zawładnąć światem[17].

- SCP-3001: wymiar kieszonkowy, niemal całkowicie pozbawiony materii. SCP-3001 został przypadkowo odkryty przez doktora Roberta Scrantona, który w wyniku wypadku trafił do wymiaru i samotnie egzystował w obiekcie aż do swojej domniemanej śmierci 5 lat później. Raport skupia się na nagraniach z pobytu dr. Scrantona w SCP-3001, nagranych za pomocą panelu kontrolnego, który trafił do obiektu razem z naukowcem[18].
- SCP-4444: bezcielesna pozawymiarowa istota, widoczna wyłącznie w podczerwieni, przybierająca kształt długiej sześciokątnej piramidy. SCP-4444 połączył się z byłym wiceprezydentem Stanów Zjednoczonych, Alem Gore, i zamierzał doprowadzić do objęcia przez niego funkcji Prezydenta Stanów Zjednoczonych podczas wyborów prezydenckich w Stanach Zjednoczonych w 2000 roku. Żeby temu zapobiec, Fundacja we współpracy z członkami Federalnego Biura Śledczego i Jednostki Incydentów Nadzwyczajnych (ang. Unusual Incidents Unit) postanowiła doprowadzić do wygranej w wyborach przez Georga W. Busha. Kiedy okazało się, że George Bush został postrzelony i nastąpiła śmierć mózgu, Fundacja podstawiła na jego miejsce naukowca doktora Eliasa Shawa[19][20].
- SCP-PL-126: rzeźba przedstawiająca mężczyznę w standardowym stroju robotnika z połowy XX wieku. Na cokole wyrzeźbiono frazę ''Да здравствует Господин!'' (''Da zdrawstwujet Gospodin!'', pol. ''Niech żyje Pan!''). Dotknięcie prawej dłoni podmiotu poskutkuje przeniesieniem do alternatywnej rzeczywistości, w której główną ideologią jest komunizm[21].

## Społeczność
Początki Fundacji SCP sięgają forum „paranormal”, „/x/”, witryny 4chan, gdzie dnia 22 czerwca 2007 użytkownik S.S. Walrus opublikował pierwszy plik ze specjalnymi czynnościami zabezpieczającymi oraz opisem (znany jako SCP-173) w formie creepypasty. Niedługo potem inni użytkownicy zaczęli tworzyć kolejne pliki, a dnia 19 stycznia na serwisie EditThis powstała witryna „SCP series”, na której zaczęły powstawać kolejne raporty. 25 lipca 2008 witryna została przeniesiona przez użytkownika FritzWillie na platformę Wikidot, która jest nadal wykorzystywana.
Witryna na Wikidot stała się przedmiotem uwagi mediów z powodu organizowanych na jej łamach konkursów twórczego pisarstwa. W konkursach takich mogą za darmo brać udział wszyscy użytkownicy strony. Jednakże internauci muszą złożyć aplikację, zanim zostaną dopuszczeni do edytowania treści strony. Pisarze z Daily Dot i Bustle zauważyli, że w witrynie rygorystycznie przestrzega się standardów jakości, a treści uznane za nie spełniające ich zazwyczaj zostają szybko usunięte.

## Analiza prac
Większość dzieł na stronie internetowej Fundacji składa się z pojedynczych tekstów, z których każdy jest opisem „specjalnych czynności przechowawczych”, „opisu” oraz dokumentacji dotyczącej wybranego obiektu SCP. Obiekty SCP są zazwyczaj podzielone na pięć głównych klas: „Bezpieczne”, przyznawany anomaliom które zostały uznane za łatwe i bezpieczne do zabezpieczenia; „Euclid”, przyznawany obiektom, które są niewystarczająco zrozumiane lub są z natury nieprzewidywalne, więc wymagają zwiększonej ilości środków, by je w pełni zabezpieczyć bądź ich zabezpieczenie nie jest zawsze skuteczne; „Keter”, przyznawany obiektom, które są wyjątkowo trudne do przechowania w stały i niezawodny sposób, a ich czynności przechowawcze są często skomplikowane i obszerne; „Thaumiel” – przyznawany obiektom, które wspomagają Fundację w zabezpieczaniu bądź przeciwdziałaniu skutkom innych anomalii; „Zneutralizowany” – przyznawany obiektom, które zostały zniszczone bądź utraciły swoje właściwości anomalne. Oprócz tych klas istnieje też klasa „Zrozumiany” – przyznawany obiektom, które zostały w pełni zrozumiane, co pozwala na wytłumaczenie ich funkcjonowania poprzez wykorzystanie wiedzy naukowej; a także powiększająca się ilość rzadko używanych klas ezoterycznych, które nie kwalifikują się do żadnej z powyższych kategorii. Dodatkowo raporty mogą zawierać historię pozyskania danego obiektu, jak również eksperymenty i testy przeprowadzone z jego udziałem. Dokumenty pisane są z użyciem terminologii pseudonaukowej. Na łamach witryny publikuje się także „opowieści Fundacji”, którymi są krótkie historie umiejscowione w uniwersum, a także „Dokumenty GoI”, czyli dokumenty należące do innych organizacji zainteresowanych anomaliami.
Fundacja SCP nie prowadzi głównego kanonu; każdy raport i opowieść formują swoją własną ciągłość. Mimo to, istnieje kilkanaście kanonów, składających się z prac będących względem siebie spójne. Gatunek historii zawartych na stronie opisywany jest jako fantastyka naukowa i horror, aczkolwiek istnieje lista obiektów „Joke”, które są napisanie żartobliwie i niepoważnie w celu rozśmieszenia czytelnika. Treści strony objęte są licencją Uznanie autorstwa-Na tych samych warunkach 3.0.

## Odbiór
Recenzje dzieł Fundacji SCP są w głównej mierze pozytywne. Michelle Starr z CNet zachwalała nieprzyjemny klimat utworów. Gavia Baker-Whitelaw, pisząca dla Daily Dot, chwaliła zaś oryginalność prac Fundacji SCP i opisała je zdaniem: „Najbardziej intrygujący swą wyjątkowością pisemny horror w Internecie”. Zauważyła także, iż specjalne czynności przechowawcze rzadko kiedy zawierały nadmiarową makabrę, a horror charakteryzujący dzieła najczęściej utrzymywano poprzez sam styl raportów – „pragmatyczny” i „pozbawiony emocji”, a ponadto „drobiazgowy”. Lisay Suhay, piszącą z kolei dla Christian Science Monitor, pochwaliła panujący w dziełach Fundacji styl z „przymrużeniem oka”.
Alex Eichler, piszący dla io9, stwierdził, że utwory Fundacji są różnej jakości i niektóre z nich się powtarzają lub są nudne. Jednakże pochwalił on fakt, że Fundacja nie staje się przesycona ponurością i ciągle publikowane na jej łamach są treści lżejsze. Ponadto pisarz zachwalił różnorodność pojęć, jakie wykorzystywane są w raportach, i stwierdził, że dzieła Fundacji SCP spodobać mogą się każdemu czytelnikowi.

## Adaptacje
Fundacja SCP jest źródłem inspiracji dla wielu niezależnych gier komputerowych, na przykład SCP: Containment Breach. Protagonista tytułu jest członkiem personelu klasy D, który usiłuje zbiec z placówki, w której przebywa, podczas uszkodzenia przechowalni jednego z obiektów SCP. W czasie ucieczki protagonista zmuszony uniknąć śmierci z rąk innych obiektów SCP, np. z SCP-173.
Powstał również tryb Breach do gry Garry’s Mod umożliwiający rozgrywkę wieloosobową, pozwalający na wcielanie się w postacie biorące udział w awarii zabezpieczeń placówki.
W roku 2017 została wydana gra SCP: Secret Laboratory autorstwa Huberta Moszki. Inicjatywą do powstania projektu były ograniczone możliwości technologiczne trybu Breach w Garry’s Mod, który był główną inspiracją. SCP: Secret Laboratory powstało na silniku Unity, wykorzystującym nowsze rozwiązania technologiczne, co wiąże się z mniejszymi ograniczeniami. Gra jest dostępna bezpłatnie na platformie Steam.
Pozostałe gry komputerowe związane z uniwersum Fundacji SCP to m.in. SCP-087 i SCP-087-B, które bazują na jednym obiekcie – SCP-087 – i z których drugi tytuł stanowi swobodną inspirację raportem.
Uniwersum Fundacji SCP stanowiło inspirację dla wydanej w 2018 roku gry strategicznej Lobotomy Corporation autorstwa koreańskiego studia Project Moon. Gracz wciela się w niej w rolę zarządcy tytułowej korporacji, zajmującej się pozyskiwaniem energii alternatywnej z nadnaturalnych bytów określanych jako „anomalie” (odpowiednik obiektów SCP). Rozgrywka polega na kontrolowaniu działań personelu placówki i wchodzeniu w interakcje z przechowywanymi w niej anomaliami w taki sposób, aby zminimalizować ryzyko ich ucieczki.
W Dublinie, w roku 2014, wykonano sztukę sceniczną zatytułowaną „Witaj w Komitecie ds. Etyki”. Sztuka skupia się Komitecie ds. Etyki Fundacji SCP i jego celu – redukowaniu działalności nieetycznej Fundacji. W roku 2013 w fazę produkcji weszła również internetowa seria filmów bazujących na uniwersum Fundacji SCP.